# Georg Carl von Jarmersted
Georg Carl von Jarmersted (* 8. Augustjul. / 19. August 1778greg. im Kirchspiel Alt Wohlfahrt; † 3. Februarjul. / 15. Februar 1851greg.) war ein livländischer Landmarschall.

## Leben

### Herkunft und Familie
Georg Carl von Jarmersted war Angehöriger einer baltischen Adelsfamilie, mit Ursprung in Mecklenburg bzw. darüber hinaus in Vorpommern. Er war ein Sohn des Assessors am Oberlandgericht Carl Gustav von Jarmersted (1734–1809) und der Barbara Elisabeth, geb. von Reutern a. d. H. Loddiger (1748–1781). Georg Carl von Jarmersted blieb unvermählt und ohne Leibeserben.

### Werdegang
Jarmersted studierte ab 1796 in Jena. Ab dem Jahr 1803 war er Landgerichtsassessor und ab 1808 Landrichter in Wenden. 1815 wurde er Wendenscher Kreisdeputierter. Diese Aufgabe wurde im Zeitraum von 1824 bis 1827 durch seine Tätigkeit als livländischer Landmarschall unterbrochen. Er war von 1801 bis 1834 Besitzer des Rittergutes Alt-Karkel sowie von 1809 bis 1829 (dann verpfändet) auch von Alt Wohlfahrt, beide im Kreis Walk gelegen. Jarmersted war auch russischer Staatsrat.